# Andonis Merlos
Andonis Merlos (griechisch Αντώνης «Αντώνιος» Μέρλος englisch Antonios Merlos; * 4. April 1999 in Loutraki) ist ein griechischer Leichtathlet, der sich auf den Hochsprung spezialisiert hat.

## Sportliche Laufbahn
Erste Erfahrungen bei internationalen Meisterschaften sammelte Andonis Merlos im Jahr 2015, als er bei den Balkan-Hallenmeisterschaften in Istanbul mit übersprungenen 2,05 m den fünften Platz belegte. Im Juli gewann er dann beim Europäischen Olympischen Jugendfestival (EYOF) in Tiflis mit 2,06 m die Bronzemedaille. Im Jahr darauf gelangte er bei den Balkan-Hallenmeisterschaften in Istanbul mit 2,11 m auf den achten Platz und im Sommer siegte er mit 2,13 m bei den U18-Balkan-Meisterschaften in Kruševac, ehe er bei den erstmals ausgetragenen Jugendeuropameisterschaften in Tiflis mit 2,16 m die Silbermedaille gewann. 2017 sicherte er sich bei den U20-Balkan-Meisterschaften in Pitești mit 2,10 m die Silbermedaille und erreichte anschließend bei den U20-Europameisterschaften in Grosseto mit 2,14 m Rang zehn. Im Herbst begann er ein Studium an der University of Georgia und im Jahr darauf siegte er bei den U20-Weltmeisterschaften in Tampere mit einer Höhe von 2,23 m. 2019 nahm er an den Europaspielen in Minsk teil und gelangte dort mit 2,12 m auf Rang 14, ehe er bei den U23-Europameisterschaften in Gävle mit übersprungenen 2,11 m den neunten Platz belegte. 2022 gewann er bei den Balkan-Hallenmeisterschaften in Istanbul mit 2,15 m die Silbermedaille hinter dem Serben Božidar Marković. Im Juni sicherte er sich bei den Freiluftmeisterschaften in Craiova mit 2,18 m die Bronzemedaille hinter dem Bulgaren Tichomir Iwanow und Wadym Krawtschuk aus der Ukraine und anschließend wurde er bei den Mittelmeerspielen in Oran mit 2,22 m Vierter, ehe er bei den Europameisterschaften in München mit 2,17 m in der Qualifikationsrunde ausschied.
2023 verpasste er bei den Halleneuropameisterschaften in Istanbul mit übersprungenen 2,14 m den Finaleinzug. Im Juni wurde er bei der 1. Liga der Team-Europameisterschaft im Rahmen der Europaspiele in Chorzów mit 2,13 m Siebter, ehe er bei den Balkan-Meisterschaften in Kraljevo mit 2,15 m den fünften Platz belegte. Im Jahr darauf gewann er bei den Balkan-Meisterschaften in Izmir mit 2,20 m die Silbermedaille hinter dem Ukrainer Wladyslaw Lawskyj. Kurz darauf verpasste er bei den Europameisterschaften in Rom mit 2,17 m den Finaleinzug. 2025 gewann er bei den Balkan-Hallenmeisterschaften in Belgrad mit 2,16 m die Bronzemedaille hinter dem Ukrainer Wadym Krawtschuk und Tichomir Iwanow aus Bulgarien und anschließend verpasste er bei den Halleneuropameisterschaften in Apeldoorn mit 2,18 m den Finaleinzug. Ende Juni wurde er bei der 1. Liga der Team-Europameisterschaft in Madrid mit 2,21 m Vierter, ehe er bei den Balkan-Meisterschaften in Volos mit 2,15 m die Silbermedaille hinter dem Bulgaren Tichomir Iwanow gewann.
In den Jahren 2020 und 2022 sowie 2023 und 2025 wurde Merlos griechischer Meister im Hochsprung im Freien sowie von 2023 bis 2025 in der Halle.